# Trachelanthus
- Commons
- Wikispecies

Trachelanthus é um gênero de plantas pertencente à família Boraginaceae.